# Harold Hardman
Harold Payne Hardman (Kirkmanshulme, 4 avril 1882 – 9 juin 1965) est un joueur de football anglais. Il a également été propriétaire du club de Manchester United entre 1951 et 1965.

## Biographie
Hardman reçoit quatre sélections en équipe d'Angleterre entre 1905 et 1908. Il joue son premier match en équipe nationale le 27 mars 1905 contre le Pays de Galles et son dernier le 16 mars 1908 contre cette même équipe. Il inscrit un but contre l'équipe d'Irlande le 16 février 1907.
Hardman participe aux Jeux olympiques d'été de 1908 organisés à Londres. Il joue trois matchs lors du tournoi olympique, remportant la médaille d'or.

## Palmarès
Grande-Bretagne olympique
- Jeux olympiques (1) :
  -  Or : 1908.